# Francis Flora Palmer

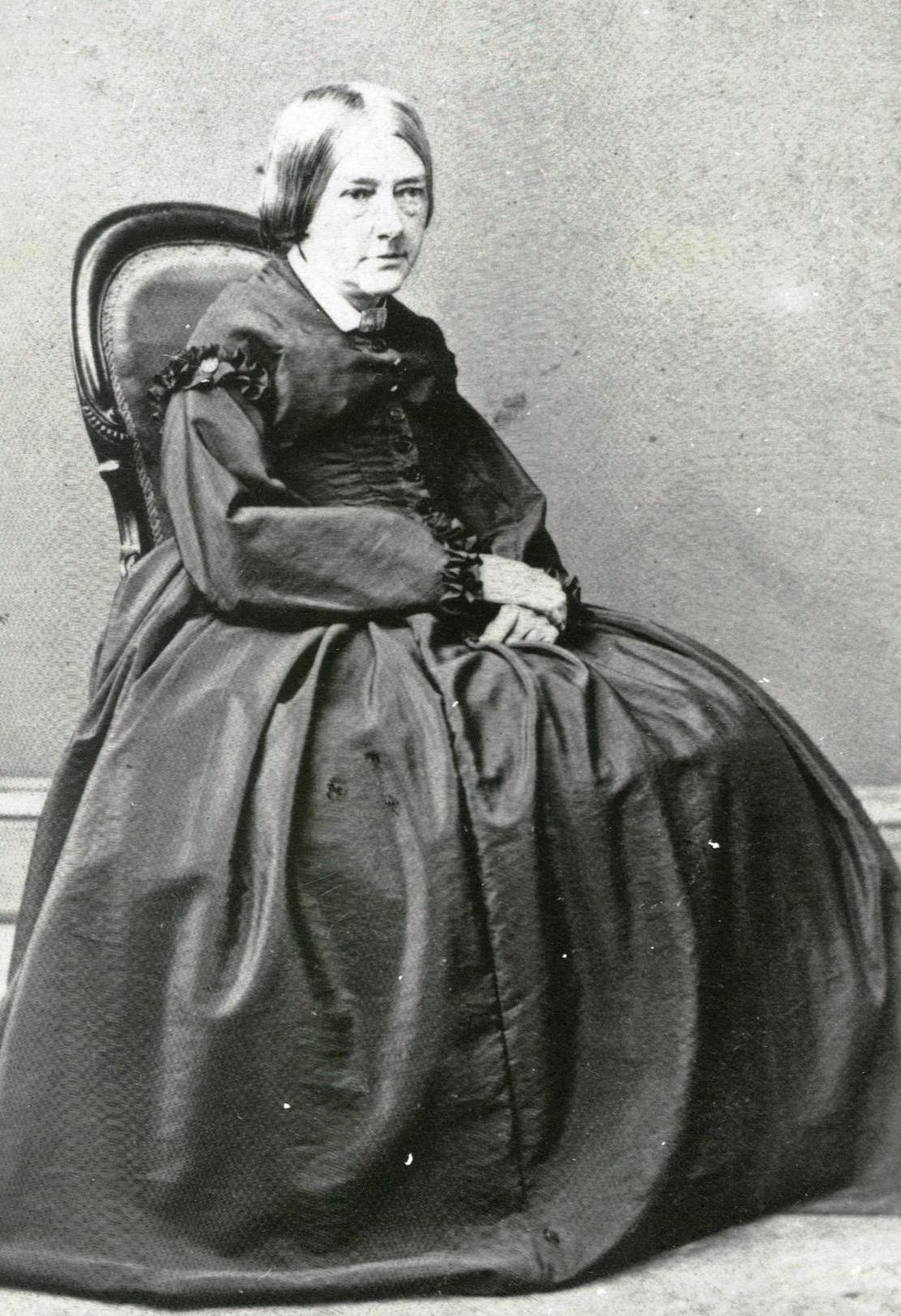
Fanny Palmer

Francis „Fanny“ Flora Bond Palmer (* 26. Juni 1812 in Leicester; † 20. August 1876 in New York City) war eine britisch-US-amerikanische Zeichnerin und Lithographin. Sie gilt als erste Frau in den USA, die mit ihrer künstlerischen Arbeit ihren Lebensunterhalt verdiente. Ihre Werke sind bis heute in den USA populär, ihr Name ist jedoch weithin unbekannt.

## Biographie
Frances „Fanny“ Flora Bond wurde als Tochter eines Anwalts im britischen Leicester geboren und gehörte damit zur oberen Mittelschicht der Stadt. Sie erhielt eine umfassende Ausbildung an der Privatschule von Mary Linwood, wo sie auch das Zeichnen erlernte. Im Alter von 20 Jahren heiratete sie Edmund Seymour Palmer, der von einem Verwandten mit einem kleinen Einkommen versorgt wurde. Es ist nicht bekannt, ob er beruflich tätig war; er selbst bezeichnete sich als „gentleman“. Zum Zeitpunkt der Eheschließung galt Palmer als gute Partie, jedoch ging das Familienvermögen verloren, wie beim Tod ihres Vaters im Jahr 1839 offenbar wurde. Die Eheleute bekamen eine Tochter und einen Sohn.

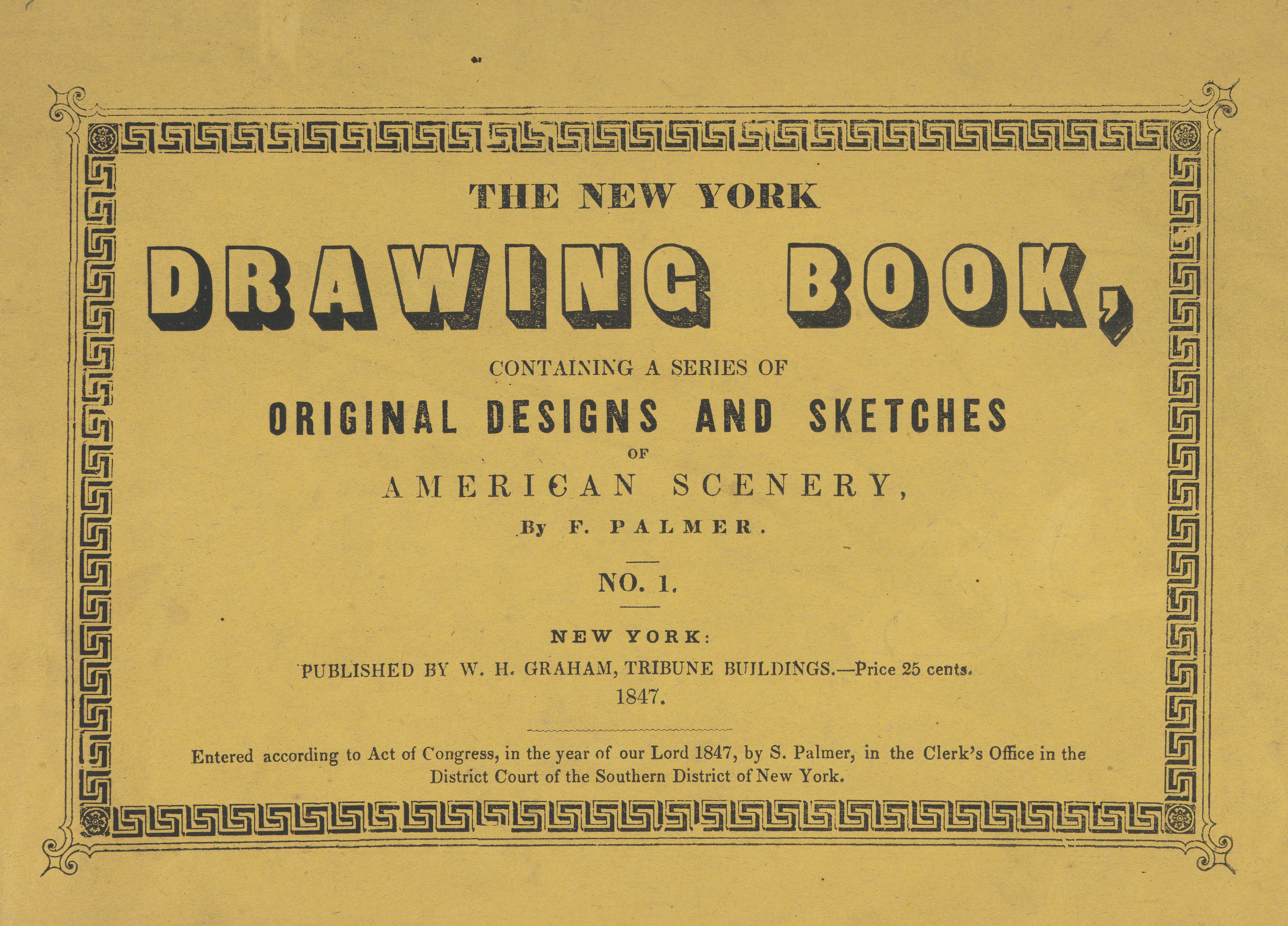
Titelblatt des New York Drawing Book (1847)

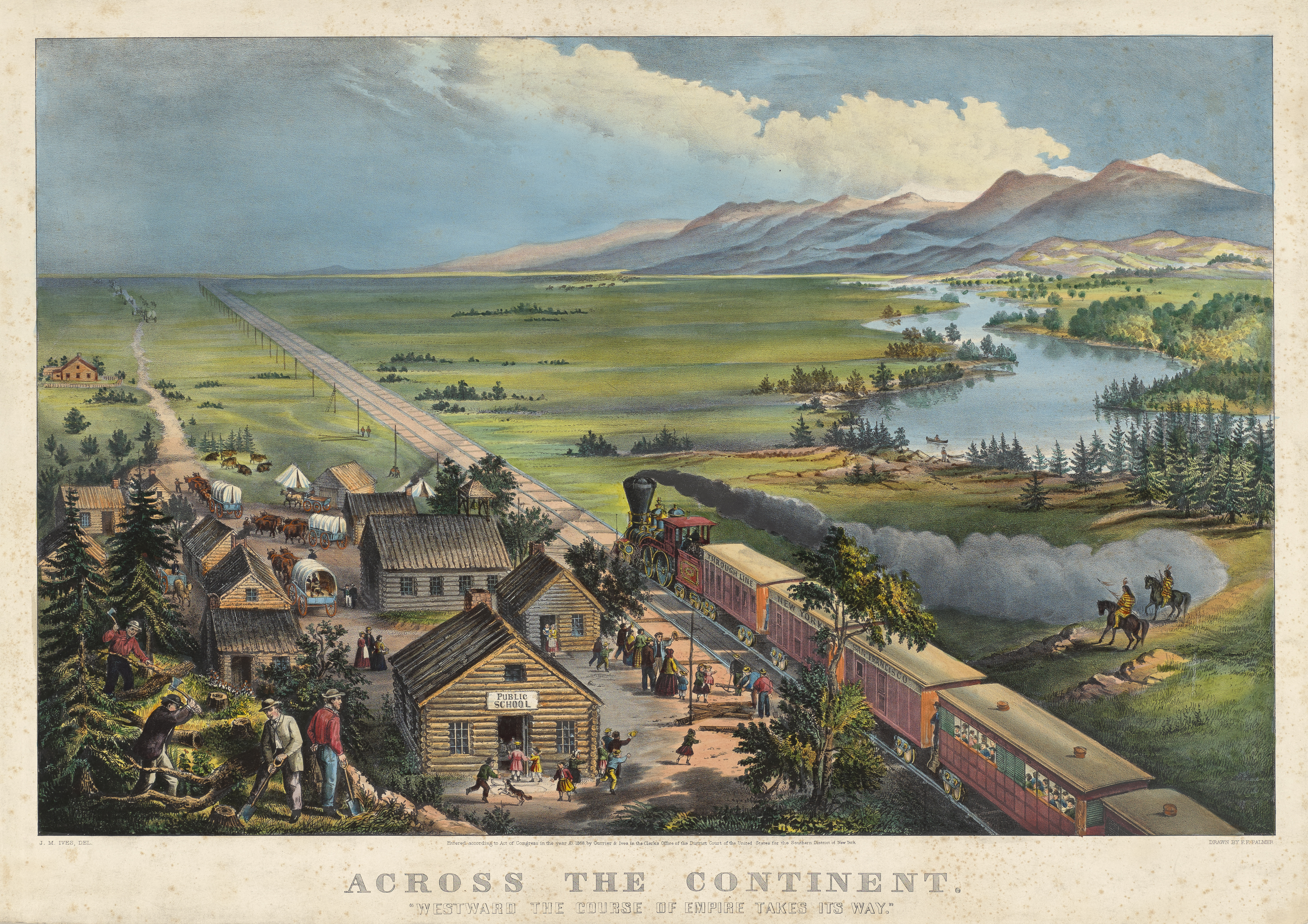
Across the Continent thematisiert die Besiedlung des Westens der USA und ist eines der populärsten Bilder von Palmer

1842 gründeten die Eheleute ein Lithografiegeschäft, wobei Fanny Palmer als Künstlerin und Lithografin tätig war und ihr Mann als Drucker; Fanny Palmer gab zudem Zeichenunterricht. Sie reiste nach London, um sich bei Louis Haghe ausbilden zu lassen. 1842 erhielten die Palmers den Auftrag, die Publikation The History and Antiquities of Charnwood Forest des Heimatforschers Thomas Rossell Potter zu illustrieren. Außerdem veröffentlichten sie Sketches in Leicestershire (1842–1843), eine Mappe mit 27 Ortsansichten, von denen 13 vollständig von Frances entworfen und lithografiert wurden. 1844 hatte das Ehepaar genug Geld zusammen, um in die Vereinigten Staaten auszuwandern. Mit dabei waren ihre Kinder sowie vermutlich Fanny Palmers jüngerer Bruder Robert (* 1821); die Schwester Maria (* 1815) folgte kurz darauf.
Fanny und Edmund Palmer ließen sich in New York City nieder, wo sie 1846 erneut ein Lithografie- und Druckunternehmen gründeten, das sie F & S Palmer nannten. Fanny Palmer begann, ihre aquarellierten Landschaften auf Ausstellungen in New York City zu zeigen, unter anderem auf der Jahresausstellung 1844 der National Academy of Design: „Während sich Palmer in England weitgehend auf pittoreske lokale und historische Orte beschränkt hatte, zeichnete sie nun Schiffe, Schlachtszenen, Pflanzen, Landschaften, Architektur, Notencover, Cartoons und Zeitschriftenillustrationen“, schrieb Charlotte Streifer Rubinstein in ihrem Buch über Fanny Palmer.
Die Palmers schufen eine Vielzahl von Lithografien, so etwa Blumendrucke für das Buch The American Flora von Asa B. Strong. 1847 veröffentlichten sie The New York Drawing Book: Containing a Series of Original Designs and Sketches of American Scenery, No. 1 als erste Nummer einer geplanten Serie, die sich, obwohl bei einem Preis von 25 Cent äußerst erschwinglich, nicht gut verkaufte und erneute finanzielle Probleme zur Folge hatte. 1849 zog die Familie nach Brooklyn, wo Edmund Palmer ein Wirtshaus pachtete, den Großteil seiner Einkünfte aber vertrank. Später schrieb Harry Peters, Autor eines Buches über das Unternehmen Currier & Ives, über Palmer: „Er schoss gern, trank noch lieber und hatte kein Interesse an irgendeiner Art von Arbeit. Im Laufe der Zeit wurde sein Sohn Edmund Jr. zu einer stattlichen zweiten Ausgabe seines Vaters.“
1851 erhielt Fanny Palmer von Nathaniel Currier das Angebot, als Künstlerin für sein Unternehmen zu arbeiten. Damit wurde sie zur Ernährerin der Familie sowie zur ersten Frau in den Vereinigten Staaten, die ihren Lebensunterhalt als Künstlerin verdiente. Sie arbeitete allerdings nicht in den Räumen des Verlages in Manhattan (Nassau Street), sondern im eigenen Atelier zu Hause in Brooklyn, wo sie auch unterrichtete; die genauen Konditionen ihres Vertrages sind nicht bekannt. Sie fuhr in Curriers Kutsche nach New Jersey, Long Island und anderen nahe gelegenen Orten, wo sie alle Arten von ländlichen und vorstädtischen Umgebungen skizzierte. Ihr Mann und seine Hunde standen ihr mitunter für Jagdszenen auf Long Island Modell. Die meisten ihrer Kunstwerke stammten aber aus Beschreibungen in Büchern, Daguerreotypien und – zuletzt – Fotografien. 1857 wurde Nathaniel Curriers Schwager James Ives Teilhaber des Unternehmens, das nun Currier and Ives hieß und zum erfolgreichsten Verlag für lithografische Drucke im Amerika Mitte des 19. Jahrhunderts wurde. Im Jahr 1859 starb der betrunkene Edmund Palmer, nachdem er in einem Hotel in Brooklyn eine Treppe hinuntergestürzt war, und Fanny Palmer war nun die einzige Ernährerin der Familie. Nathaniel Currier bemerkte dazu, dass Edmunds Tod das Beste war, was Fanny je passiert sei. Edmund Palmer, nun der „größte Geldausgeber der Familie“, starb 1867 im Alter von 33 Jahren an Tuberkulose.
Fanny Palmer reiste nie mehr als 100 Meilen außerhalb von New York City, schuf aber viele Szenen von Orten, die sie selbst nie gesehen hatte, wie etwa ein Bild von einem Dampfschiffrennen auf dem Mississippi, das nach einer Zeichnung von H.D. Manning entstand. Bis zum Ausbruch des Bürgerkriegs im Jahr 1861 war sie zu einer der produktivsten und vielseitigsten Grafikerinnen der USA geworden, mit einer großen Bandbreite von Motiven, darunter Landwirtschafts- und Vorstadtszenen, Stillleben, Panoramabilder von Dampfschiffen und Eisenbahnzügen und der Besiedlung des Westens. Die schwere Arbeit mit den Kalkstein-Druckplatten blieb nicht ohne körperliche Folgen für die zierliche Fanny Palmer, die einen sogenannten „Witwenbuckel“ entwickelte. Ihre Arbeitsweise variierte: Ein großer Teil ihrer Arbeiten bei Currier and Ives wurden komplett von ihr selbst gezeichnet, gemalt und lithographiert. In einigen Fällen waren ihre Werke mit der Aufschrift from nature and on stone (nach der Natur und auf Stein) versehen, was darauf hindeutet, dass sie direkt von Skizzen vor Ort übernommen wurden. Oftmals stammte die zugrundeliegende Zeichnung einer Lithographie von ihr selbst, und andere Lithographen übertrugen es auf Stein. In anderen Fällen wiederum lief der Schaffensprozess umgekehrt; dann ist der Name des ursprünglichen Künstlers und ihrer als F.F. Palmer, lith. angegeben.
1868 verließ Fanny Palmer Currier and Ives. Es heißt, sie ging in den Ruhestand, aber es gibt auch die Vermutung, dass es zu Konflikten mit Ives kam, weil sich dieser zu sehr in ihre künstlerische Arbeit einmischte. Sie hatte schätzungsweise rund 200 Bilder für den Verlag gefertigt, mehr als jeder ihrer Kollegen. Ihre Drucke sind in den USA beliebt, einige wurden zu nationalen Ikonen, auch weil sie für Kalender, Grußkarten und Werbung genutzt wurden. Viele dieser Lithographien sind weiterhin käuflich zu erwerben. Palmer selbst jedoch, die zu den bedeutendsten Künstlerinnen und Lithografinnen in den USA des 19. Jahrhunderts gezählt wird, ist wenig bekannt. Sie nahm nie die US-amerikanische Staatsangehörigkeit an.
Fanny Palmer starb am 20. August 1876 an Tuberkulose und wurde auf dem Green-Wood Cemetery in Brooklyn neben ihrem Mann und ihrem Sohn beigesetzt. Dieser Krankheit fielen in den folgenden Jahren bis auf ihre Schwester Maria alle Angehörigen ihrer Familie zum Opfer. 2018 ließ die Friedhofsverwaltung einen Grabstein für sie auf dem bis dahin unmarkierten Grab errichten, mit der Aufschrift Currier and Ives’ most prolific artist.

## Galerie

War! Or no war (1846)
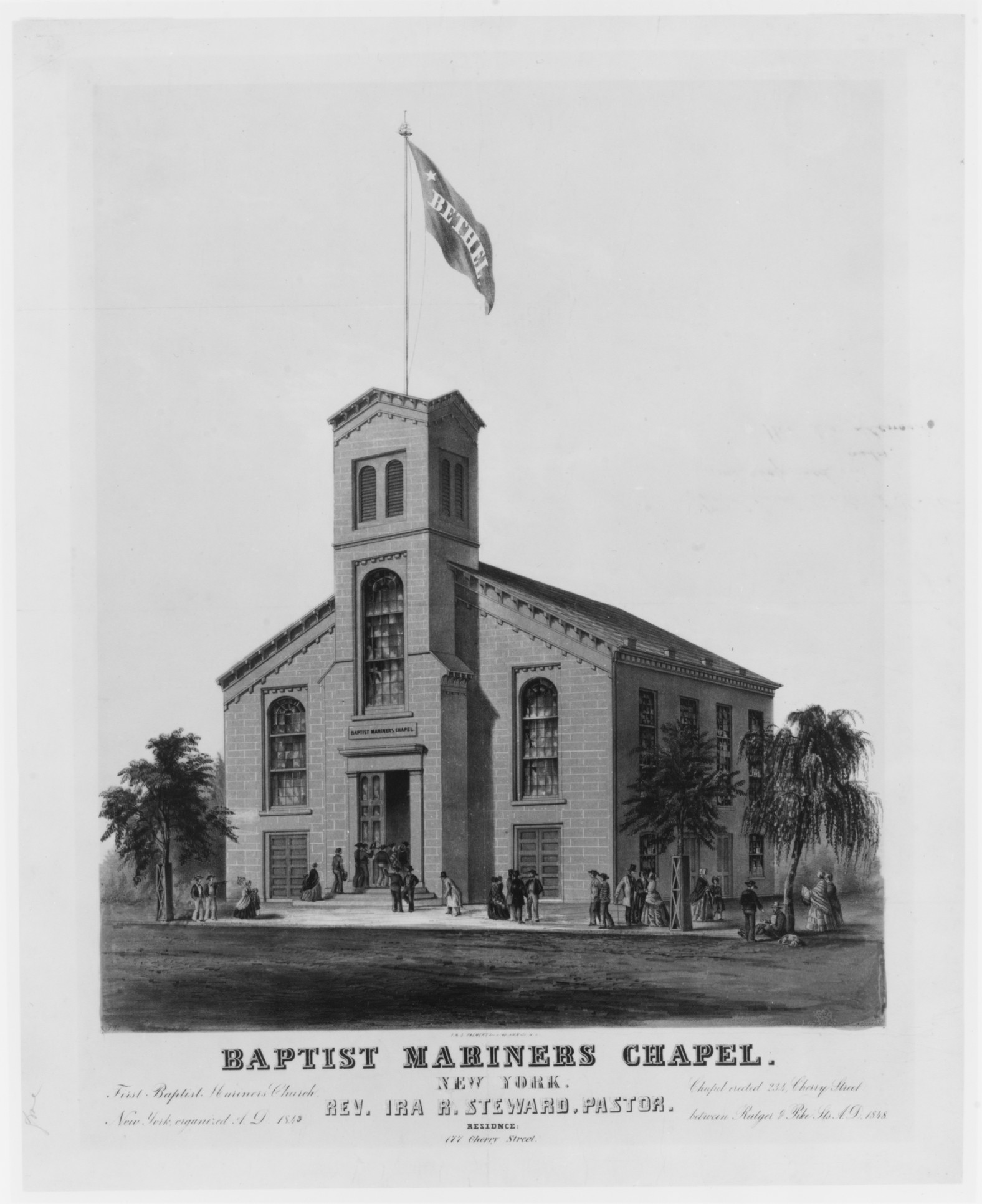
Baptist Mariners Chapel, New York (1848)
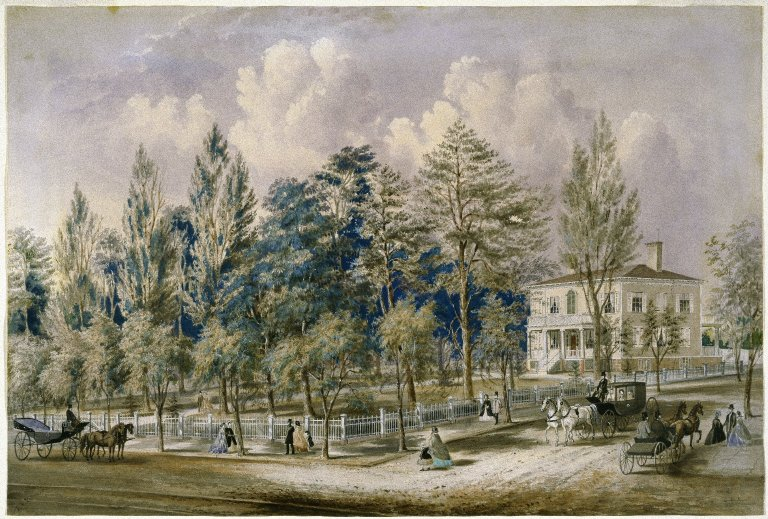
Samuel Fleet Homestead (ca. 1850)
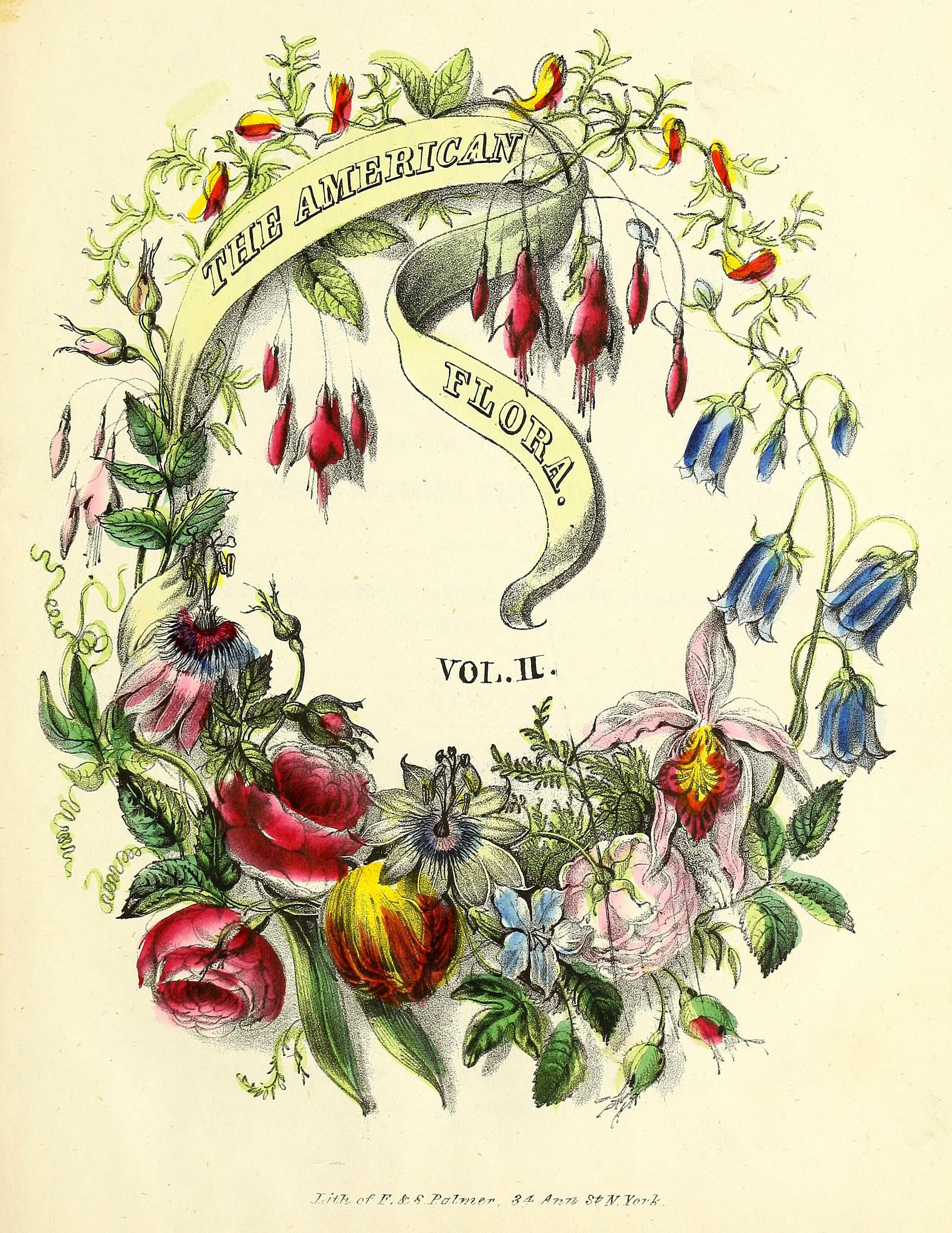
Deckblatt von The American Flora (1855)
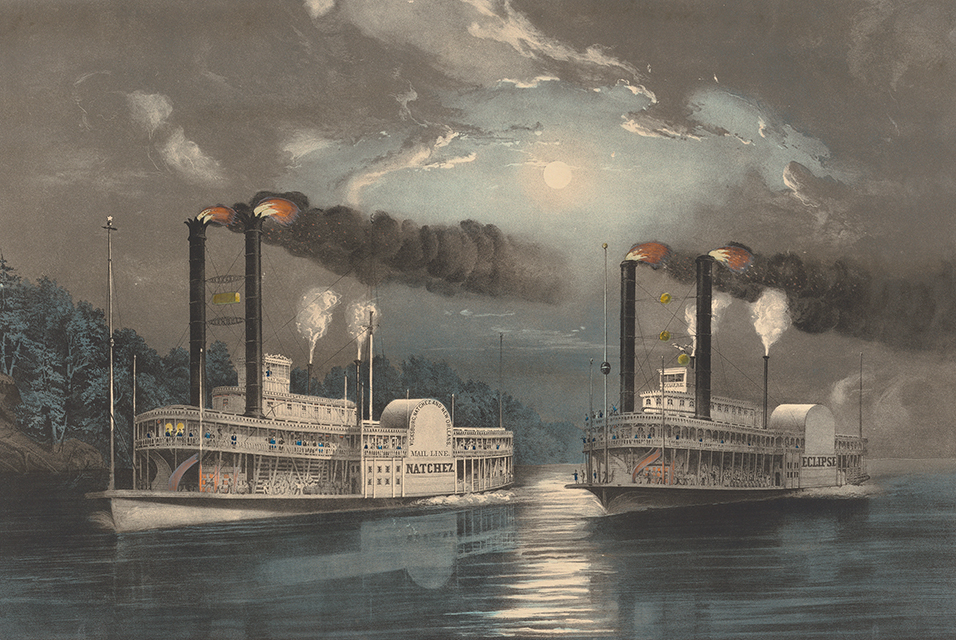
A Midnight Race on the Mississippi (1860)
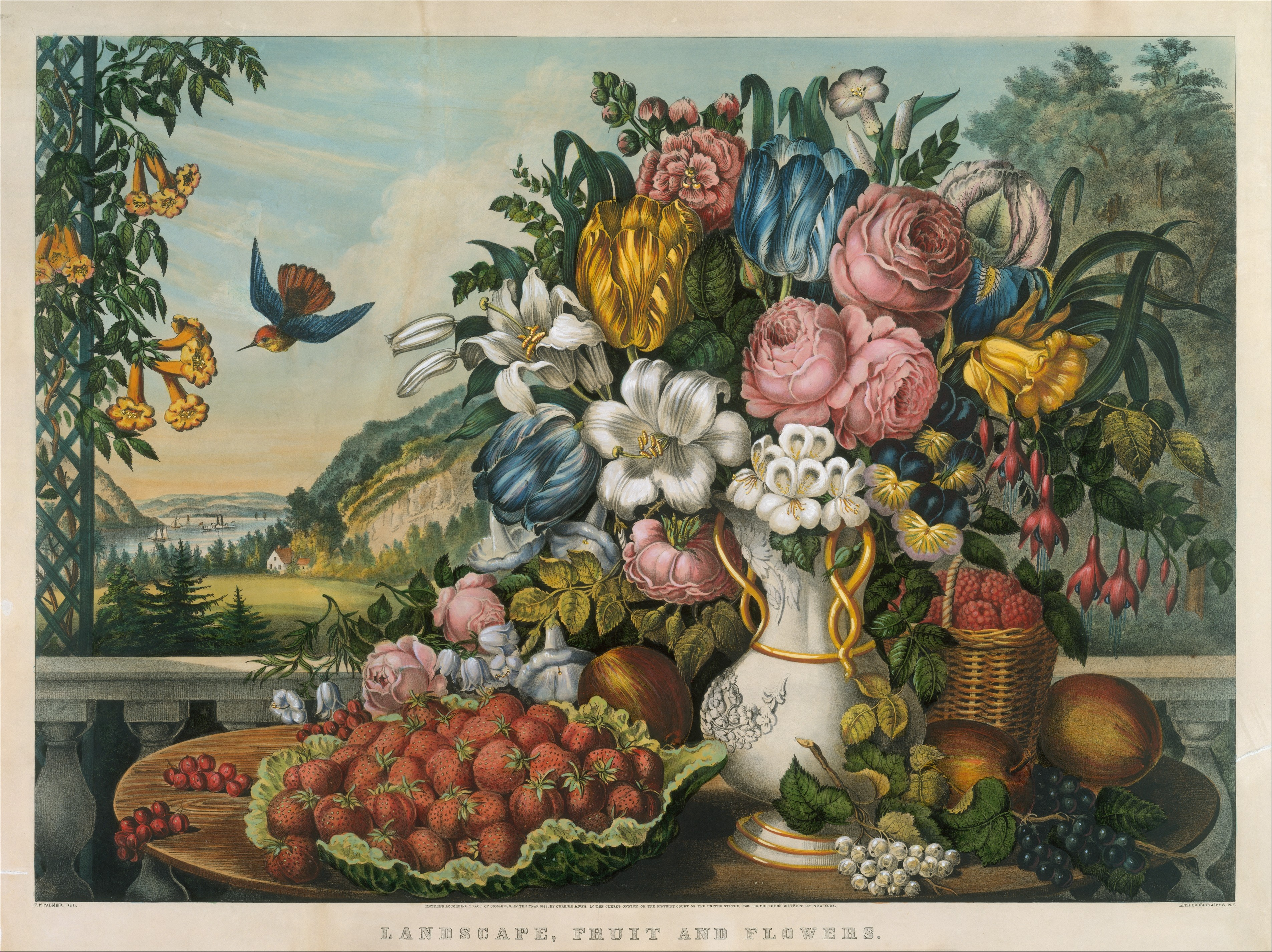
Landscape – Fruit and Flowers (1862)
Yosemite Valley, Kalifornien (1866)